# Conacul Carp din Țibănești
Conacul din Țibănești este un conac construit la începutul secolului al XIX-lea de familia boierilor Carp în satul Țibănești din județul Iași.
Ansamblul conacului Petre P. Carp de la Țibănești se află pe Lista monumentelor istorice din județul Iași 2004 la nr. 1529, având codul  IS-II-a-A-04264. Este compus din cinci monumente cu același regim: 
- Biserica „Adormirea Tuturor Sfinților”, având codul IS-II-m-A-04264.01 - 1819
- Conacul Petre P. Carp, având codul IS-II-m-A-04264.02 - secolul al XIX-lea
- Mausoleul familiei Petre P. Carp, având codul IS-IV-m-A-04264.03 - 1819
- Parcul conacului, având codul IS-II-m-A-04264.04
- Corpul anexă - Gang, având codul IS-II-m-A-04264.05

## Istoric

### Vechimea familiei Carp

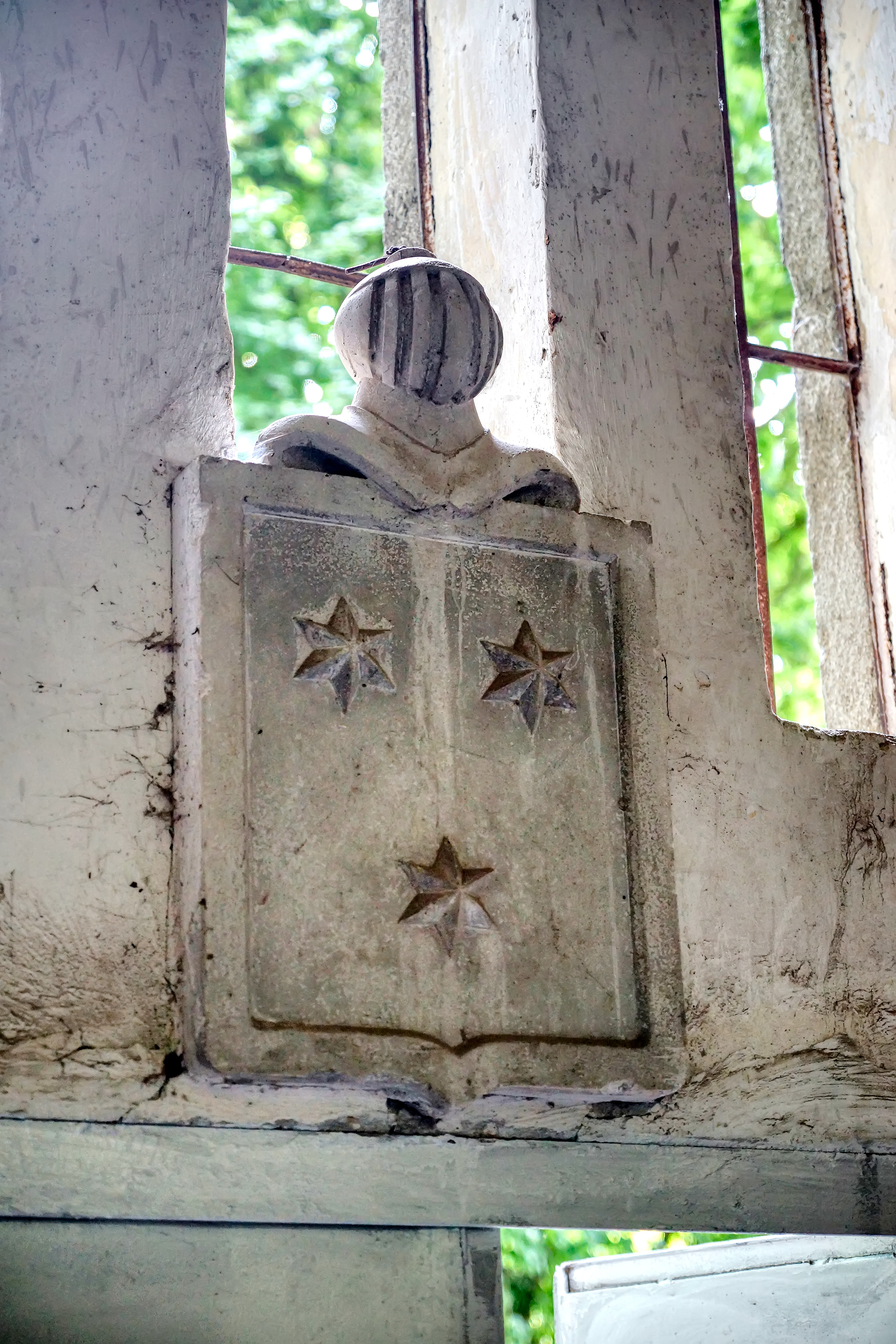
Blazonul familiei Carp

Familia Carp s-a stabilit în Moldova în secolul al XVI-lea, venind din țările baltice. La începutul secolului al XVIII-lea, Dimitrie Cantemir citează familia Carp, în Descriptio Moldaviae, printre principalele neamuri boierești ale Principatului Moldovei.
În anul 1646 armașul Carp Lungul cumpără moșia Țibănești de la vistiernicul Enache. Aceasta este vândută 12 ani mai târziu vistiernicului Necula Manole. Prin cumpărare și moștenire, moșia trece pe la mai mulți proprietari, ajungând în 1750 în stăpânirea lui Nicolae Gherghel. În anul 1771, când Nicolae Gherghel s-a hotărât să-și vândă proprietatea, marele ban Gheorghe Carp a făcut uz de dreptul de „protismis” și a cumpărat întreg satul Țibănești din Ținutul Vasluiului.
Marele ban Gheorghe Carp era strănepotul armașului Carp Lungul, nepotul paharnicului Gheorghe Carp și fiul jitnicerului Toader Carp. El s-a căsătorit cu Safta Nacu și au dus o existență îmbelșugată, stăpânind printre alte moșii și răzășii din Bucovina și o parte din Țibănești. A murit în 1802, moșia trecând prin moștenire la fiul său, biv vel aga Ion Carp. Acesta era căsătorit cu Safta Pătrașcu și aveau împreună o stare materială înfloritoare.

### Construirea conacului

Conacul Petre P. Carp din Țibănești. Imagine din 1937.

Conacul Carp de la Țibănești a fost construit în jurul anului 1820, de către Ion Carp, având inițial doar parter și un etaj. El construise în sat, cu un an mai înainte, o biserică cu hramul „Duminica Tuturor Sfinților”.
Întors de la studii de la Viena și Berlin, unde se obișnuise cu luxul european, fiul său, paharnicul Petrache Carp, a dorit să înfrumusețeze domeniul boieresc, amenajând în jurul anului 1830 un parc în jurul conacului. El și-a adus aici soția, Smaranda, fiica boierului Iorgu Radu din Ținutul Tutovei. Ei obișnuiau să locuiască la conac de la începutul verii până la sfârșitul toamnei ocupându-se de agricultură și de viticultură. Au avut împreună doar un singur copil: Petre P. Carp, care s-a născut la Iași, la 29 iunie 1837. 
Petre P. Carp a urmat studii liceale la Berlin și apoi studii superioare la Facultatea de Drept și de Științe Politice de la Universitatea din Bonn, unde a obținut titlul de doctor în drept. În toamna anului 1862 a revenit în țară, devenind fondator al societății Junimea. Pleacă la București pentru a urma o carieră politică; devine membru al Partidului Conservator, ajungând o personalitate marcantă a vieții politice românești de la sfârșitul secolului al XIX-lea și începutul secolului al XX-lea. În anul 1870 devine ministru de externe în Guvernul Manolache Costache Epureanu (1). Este ales deputat și îndeplinește demnități înalte în statul român, fiind de două ori prim-ministru (1900-1901 și 1911-1912).
În 1873 Petre P. Carp s-a căsătorit la Viena cu Sevastia, fiica moșierului Ion Cantacuzino, fost ministru. În anul următor, bătrânul Petrache Carp moare, lăsându-i moștenire și moșia de la Țibănești. Deși era implicat în viața politică a României, P.P. Carp a continuat să se implice în administrarea moșiei părintești.
Petre P. Carp petrecea mult timp la moșia sa din Țibănești, preferând să și-o administreze personal în loc de a arenda pământul unui intermediar. El era corect în relația cu țăranii: obișnuia să le dea loc de casă, uneori și "merinde" sau o parte dintr-o pădure tocmai pentru a nu-i vedea trăind în mare sărăcie. Pe copiii silitori îi trimitea pe banii lui la școli pentru a învăța o meserie. S-a implicat în viața satului: a construit o școală și un dispensar medical și a adus preot, cântăreț, învățători și medic.
În vara anului 1905, pe când era retras din activitatea politică, P.P. Carp a reclădit conacul, adăugând un al doilea etaj peste cele două nivele existente , cu o terasă mare de unde se întindea o frumoasă vedere asupra parcului. În acea perioadă l-a primit aici pe scriitorul francez André Bellessort care va aminti în lucrările sale despre timpul petrecut la Țibănești și despre frumusețea locurilor.
În timpul Răscoalei de la 1907, țăranii din Țibănești nu s-au răsculat împotriva boierului Petre P. Carp, deoarece acesta s-a purtat cumsecade cu țăranii care îi lucrau pământul.
În perioada Primului Război Mondial, familia Carp a locuit la București, iar conacul său din Țibănești a adăpostit un spital pentru bolnavii cu febră tifoidă. Fiul său, Petre Carp (1890-1916), a murit pe front și a fost înmormântat în mausoleul de la Țibănești. După război, Petre P. Carp a murit la 19 iunie 1919 la Țibănești și a fost înmormântat într-un sarcofag de marmură din mausoleul familiei, aflat în parcul conacului. 
După moartea lui Petre P. Carp, de moșia din Țibănești s-a ocupat soția sa, Sevastia (1853-1947) și fiul său, Nicolae Carp, care a continuat să locuiască acolo până la naționalizarea conacului. Cu prilejul reformei agrare din 1921, țăranii din Țibănești au fost împroprietăriți cu peste o mie de hectare din moșia familiei Carp.
În urma reformei agrare din 1945, moștenitorii familiei Carp au păstrat conacul și acareturile, plus 69 de hectare de teren.

### Confiscarea proprietăților
În martie 1949, proprietatea familiei Carp a fost confiscată de stat, printre clădirile preluate de autorități, conform procesului verbal întocmit cu acel prilej, aflându-se conacul cu 12 camere, o cramă, trei pivnițe, o lăptărie și locuința administratorului. La acel moment, imobilul era într-o stare nu prea bună, fiind necesare lucrări de reparații. Conacul a fost reparat, iar în următorii 50 de ani s-au făcut doar lucrări curente de întreținere.
În conac s-au instalat pe rând sediul C.A.P.-ului Țibănești, sediul asociației agricole locale și, în final, Clubul Copiilor. Parcul conacului a fost lăsat în paragină. În jurul anului anul 1960, pe terenul parcului s-a construit o școală cu profil profesional – tâmplărie, mecanică, textile. Școala a construit un teren de sport în parc, printre arborii ornamentali plantați de familia Carp. Clădirea școlii și terenul aferent de 2450 mp au intrat în proprietatea Ministerului Educației și Cercetării. 

#### Intervenții și renovări în anii 1990-2001
În perioada regimului comunist și în anii următori de după Revoluția din decembrie 1989, clădirile de pe domeniul conacului au fost reparate fără nicio grijă față de stilul arhitectural al ansamblului. Conacul a fost analizat de specialiști, constatându-se următoarele:
- pereții portanți ai structurii de rezistență erau fisurați, tavanele având și ele fisuri și deformații;
- pereții exteriori erau degradați, ei fiind acoperiți cu straturi succesive de tencuieli;
- șarpanta și învelitoarea erau crăpate și putrede pe alocuri;
- unii pereți aveau igrasie și infiltrații de apă, din cauza nereparării burlanelor de scurgere a apelor.

În perioada 1996-1997 a fost demolată o clădire anexă, „turnul cu umblătoare”, în care funcționau toaletele conacului. Conacul a fost consolidat în mod grosolan, fiind încorsetat în beton.
Din cauza degradărilor suferite, clădirea devenise vulnerabilă la cutremure. Pentru a reduce acest risc, în perioada 1996-2001 s-au executat lucrări de reparații capitale. Acestea au constat în:
- consolidarea fundațiilor prin lățirea acestora;
- consolidarea pereților de zidărie prin rezidirea zidăriei cu dislocări și injectarea fisurilor din pereți;
- consolidarea pereților existenți prin cămășuiri pe ambele fețe ale zidurilor cu plase din oțel;
- planșeele din lemn au fost înlocuite cu planșee din beton armat;
- șarpanta a fost consolidată cu scoabe, bride și buloane, înlocuindu-se în totalitate căpriorii, cosoroabele, tălpile, popii, cleștii și parțial panele în zonele degradate;
- astereala din scânduri de rășinoase și lucarnele au fost refăcute;
- s-a montat o învelitoare din tablă zincată în solzi cu dimensiuni de 40x40 cm în câmp și 25x25 cm pe lucarne;
- părțile componente din lemn ale podului au fost ignifugate și tratate cu insecticide și fungicide.

### Retrocedarea conacului
În anul 2001, frații Ioan și Alexandru (Sandu) Sturdza au cerut Primăriei comunei Țibănești și Inspectoratului Școlar Județean Iași să le retrocedeze proprietățile deținute de mama lor, Elisabeta Sturdza (1874-1963) - fiica lui Petre P. Carp, care fuseseră confiscate de stat în martie 1949. Printre bunurile solicitate se aflau conacul, construcțiile anexe și 2 ha de teren. Printr-un ordin emis de Ministerul Educației și Cercetării în 2005, li s-au retrocedat celor doi urmași conacul, construcțiile anexe și un teren de 1,5 ha. Din cauza faptului că terenul devenise parc dendrologic (datorită multitudinii speciilor plantate aici) și făcea parte din domeniul public, Primăria și Consiliul local Țibănești au refuzat să restituie terenul în natură. Moștenitorii solicitanților, Alexandra Maria Sturdza și Șerban Sturdza, au refuzat să primească oferta de un miliard de lei vechi ca despăgubire pentru cele 1,5 hectare ale parcului dendrologic. Șerban Sturdza, urmașul lui Ioan Sturdza, decedat la 25 august 2005, a formulat o plângere în justiție prin care solicita anularea dispozițiilor Primăriei Țibănești.
Încă din 2004, arhitectul Șerban Sturdza, președintele Ordinului Arhitecților din România, afirma că dorește să realizeze în sat ateliere de manufactură destinate salvării patrimoniului. În iunie 2009, Ordinul Arhitecților din România, împreună cu mai multe organizații neguvernamentale din Franța și România, Școala „Petre P. Carp” din Țibănești, Consiliul Local și Primăria Țibănești, a organizat la conacul din localitate un atelier de forjat fier, unde să se învețe tehnicile tradiționale și moderne a fierului forjat ornamental pentru restaurarea monumentelor istorice. Proiectul „Batem fierul la conac!” a luat amploare, constituind un centru de revitalizare a meșteșugurilor tradiționale legate de construcții.
În prezent, Conacul Carp din Țibănești se află în proces de restaurare.

## Arhitectură
Conacul Carp din Țibănești a fost construit pe un strat de umplutură de pământ, de culoare neagră-cafenie. Clădirea are dimensiunile de 22,8 x 17,0 m. Fundațiile sunt din blocuri de gresie calcaroasă, cu lățimea egală cu cea a zidurilor ce se sprijină pe ele și adâncime de fundare cuprinsă între -1,10 m și -4,50 m. Clădirea are un beci la adâncimea de -3,67 m. Pereții sunt din zidărie de cărămidă, planșeele din lemn, iar acoperișul din lemn cu învelitoare din tablă.

## Mausoleul familiei Carp
În parcul conacului se află un mausoleu al familiei Carp. El a fost construit din beton, în stil neogotic, după planurile inginerului francez Gustave Eiffel care a ajuns și la Țibănești în vizita sa în România.
În interior, se află două sarcofage de marmură. Deasupra ferestrelor din partea opusă intrării se află înscris următorul text: „Svs sa avem inimele”. În mausoleu sunt înmormântați Petre P. Carp și rudele sale: 
- străbunicul, Gheorghe Carp (+1802);
- bunicii Ioan și Safta;
- părinții Petre (+1874) și Smaranda;
- Petre P. Carp (1837-1919) și soția sa, Sevastia, născută Cantacuzino (1853-1947);
- fiul său, Petre (1890-1916), mort în Primul Război Mondial.

## Imagini

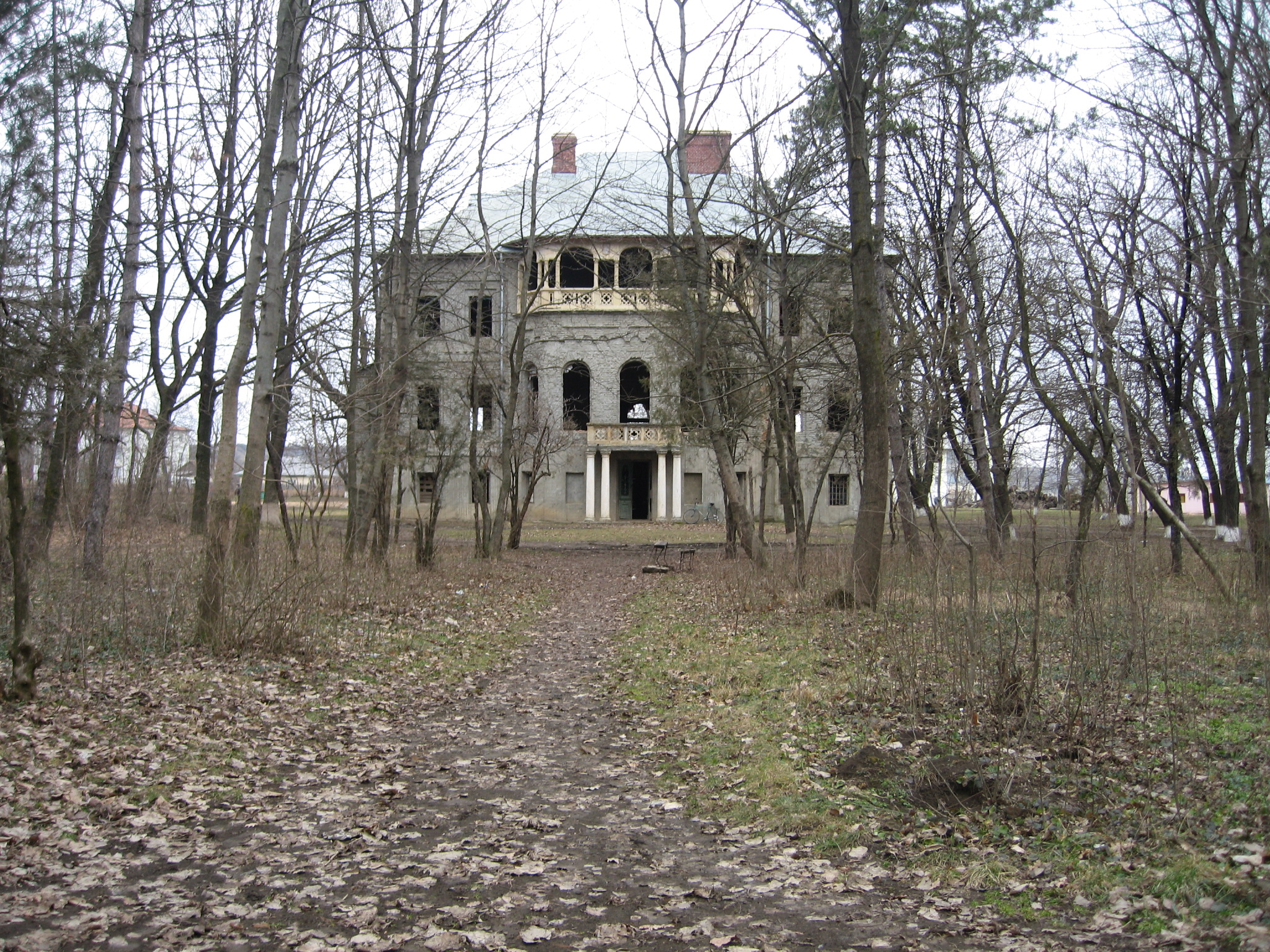
Conacul Carp din Țibănești
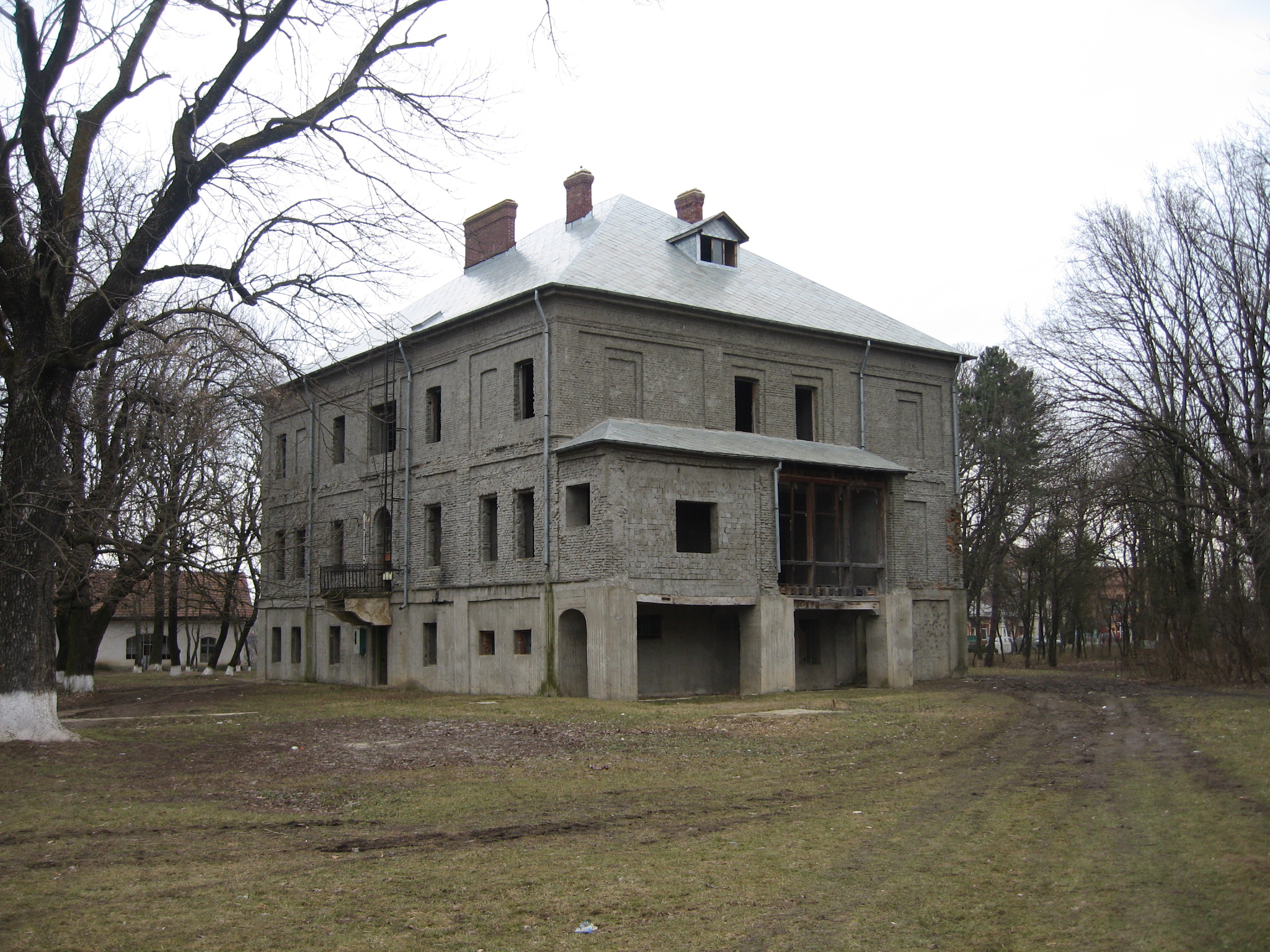
Conacul văzut dinspre şcoală
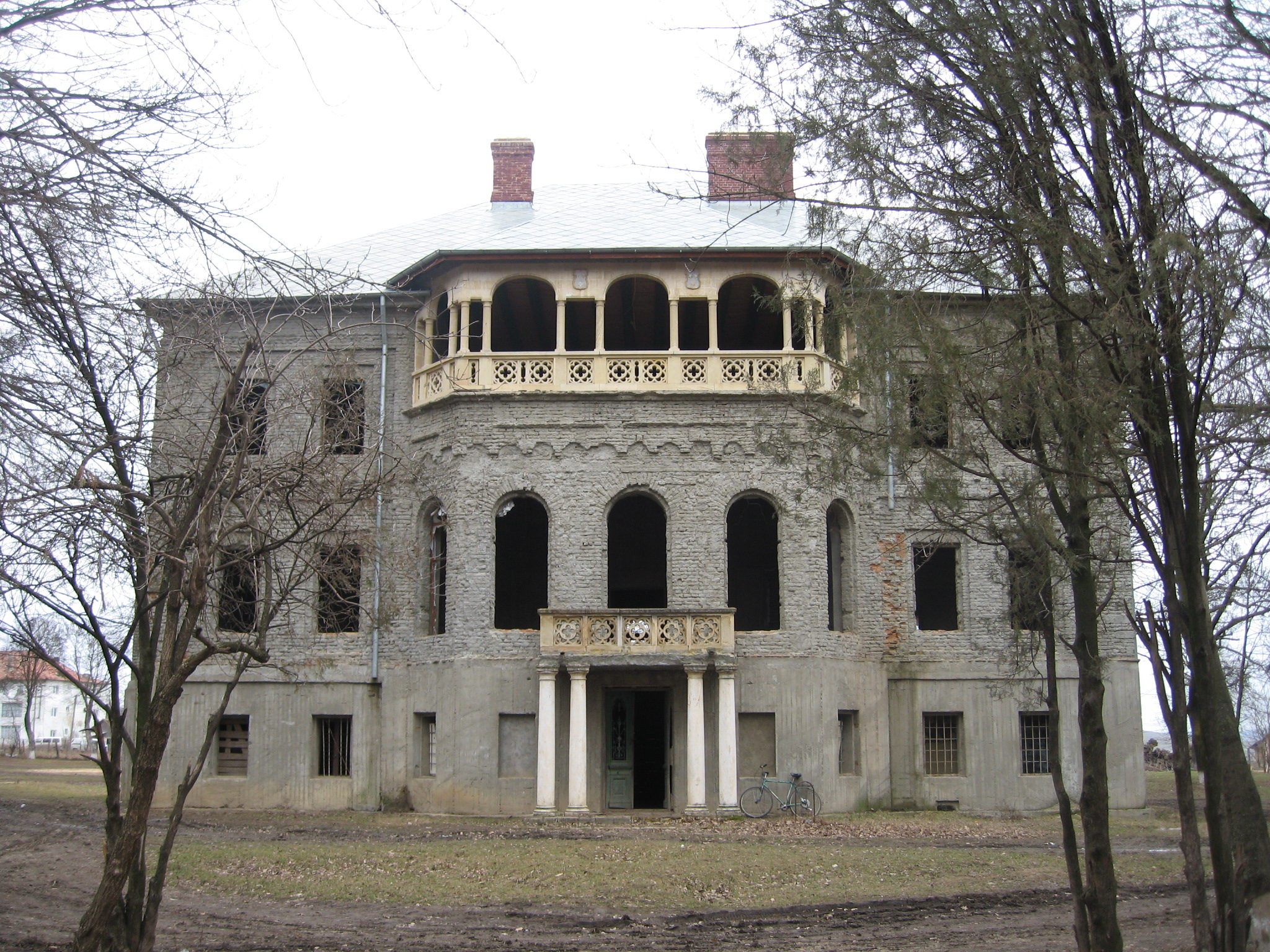
Conacul văzut din faţă
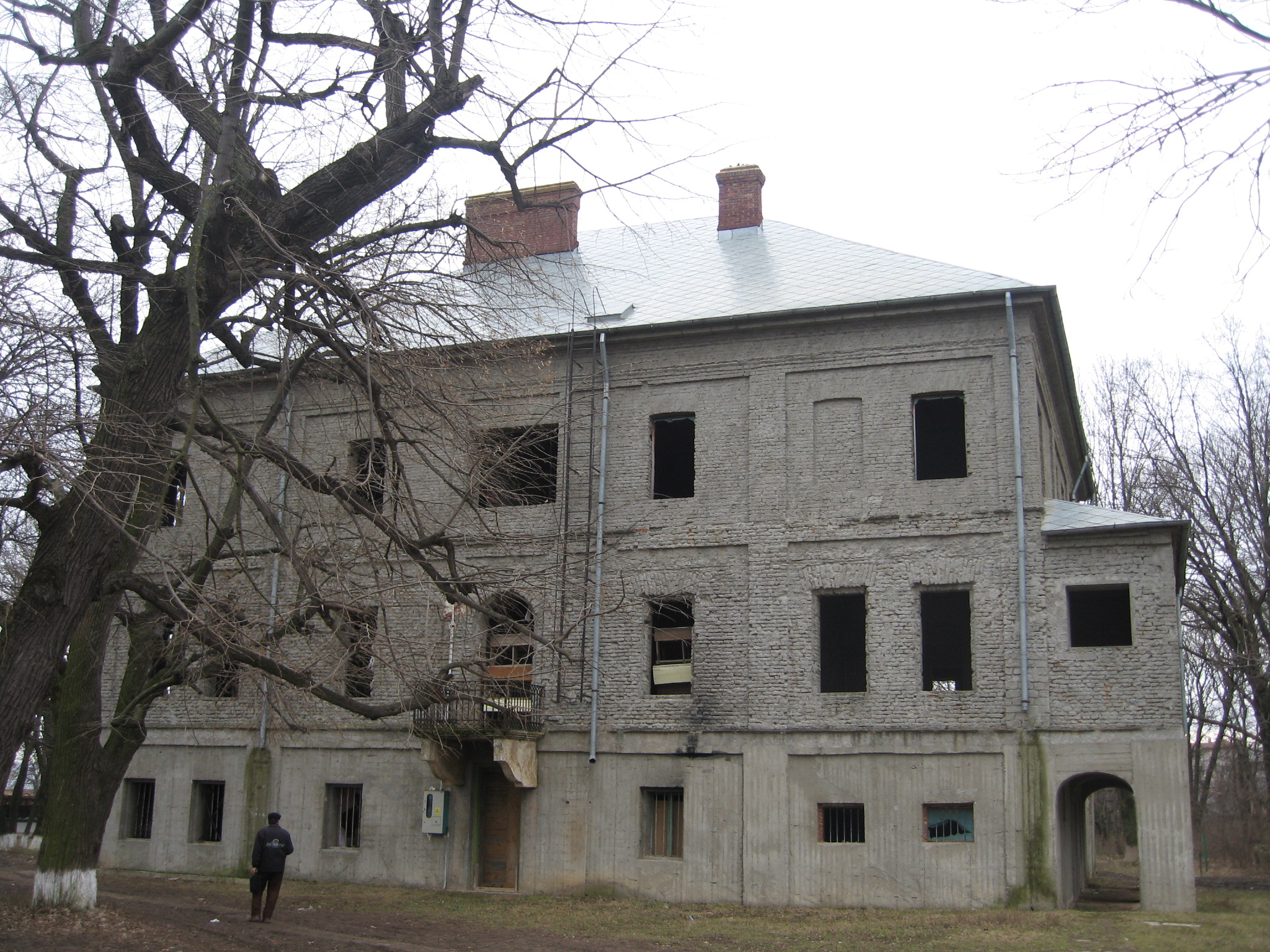
Conacul văzut din spate
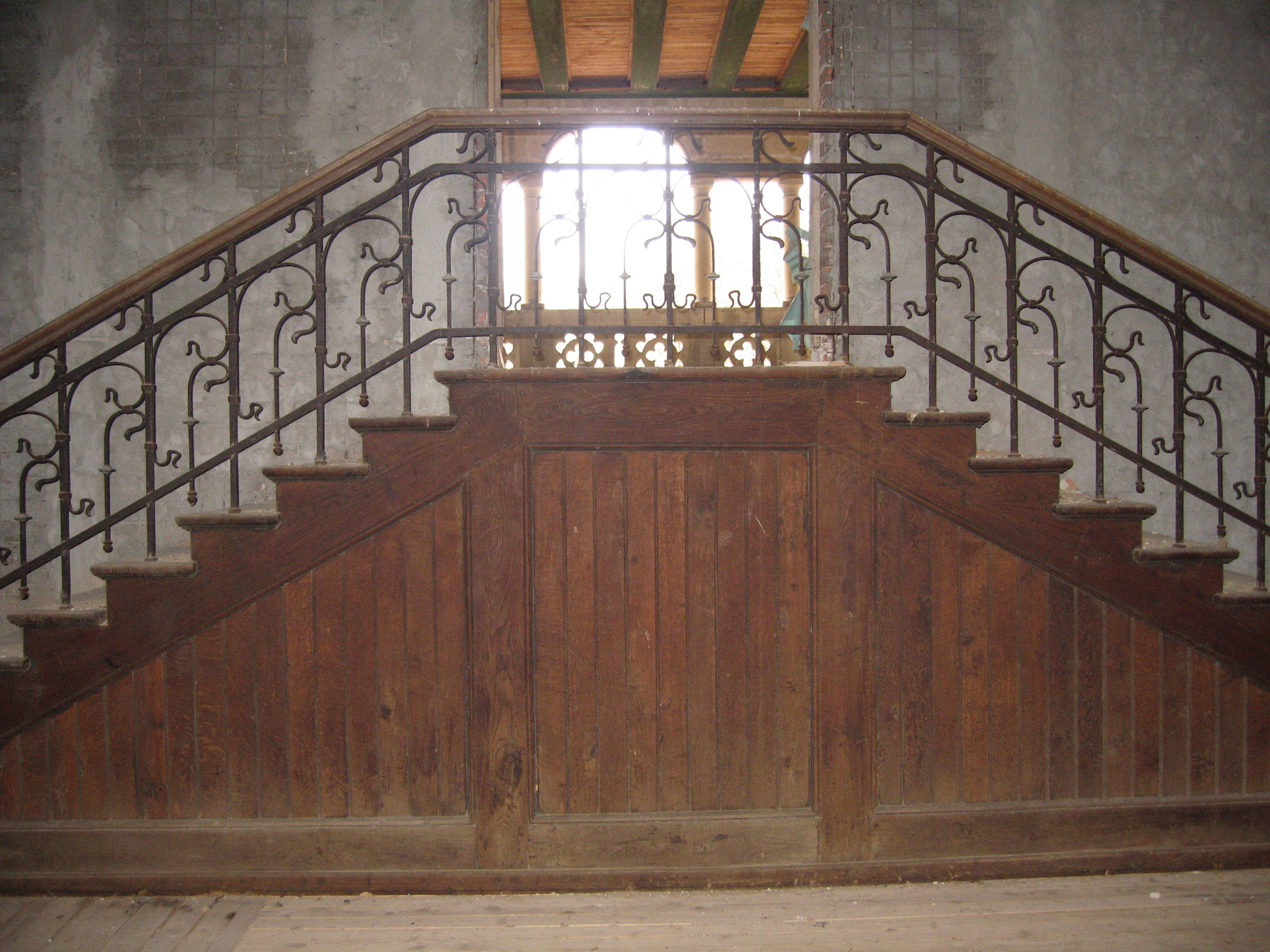
Scară interioară
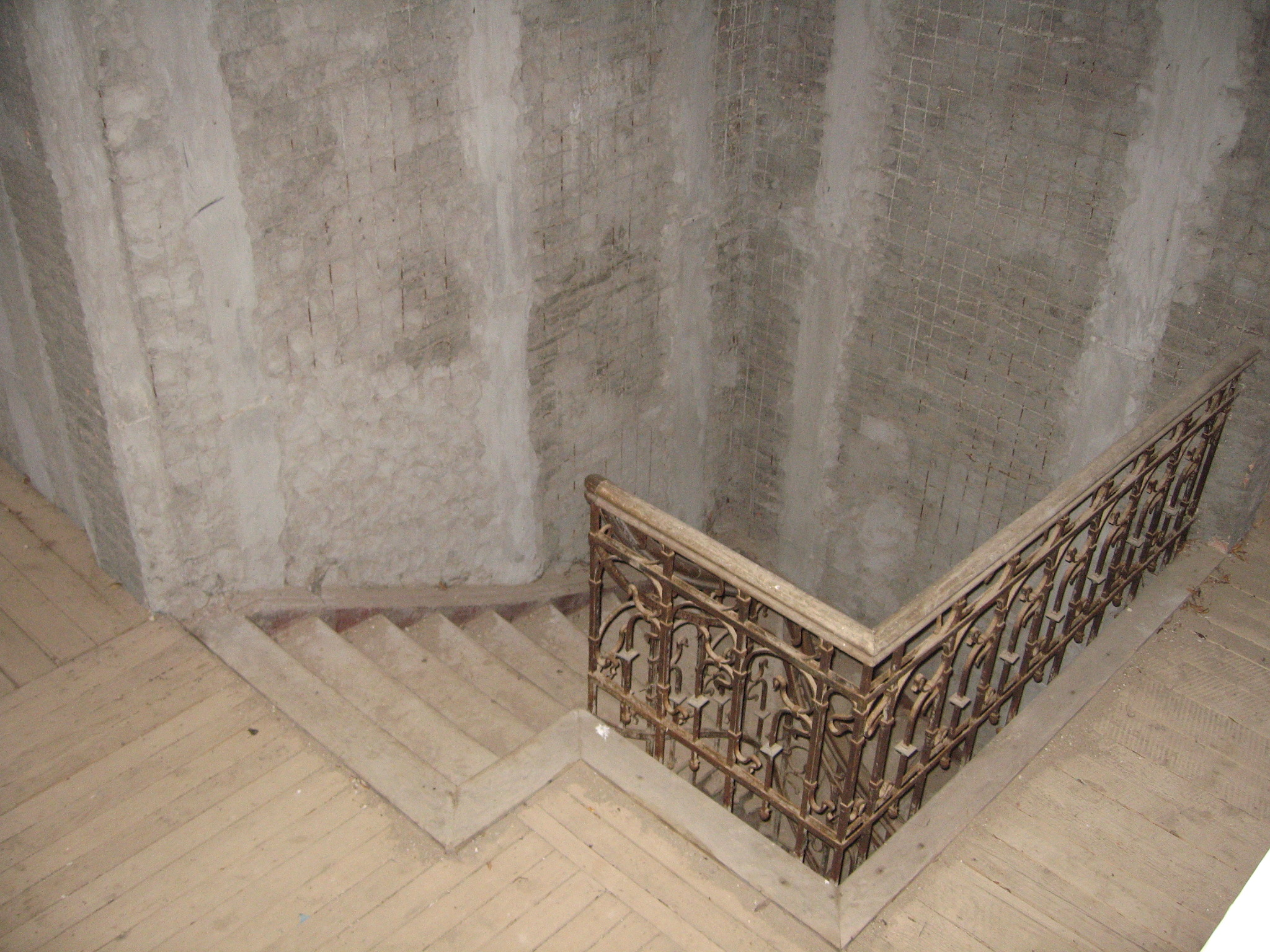
Scară interioară
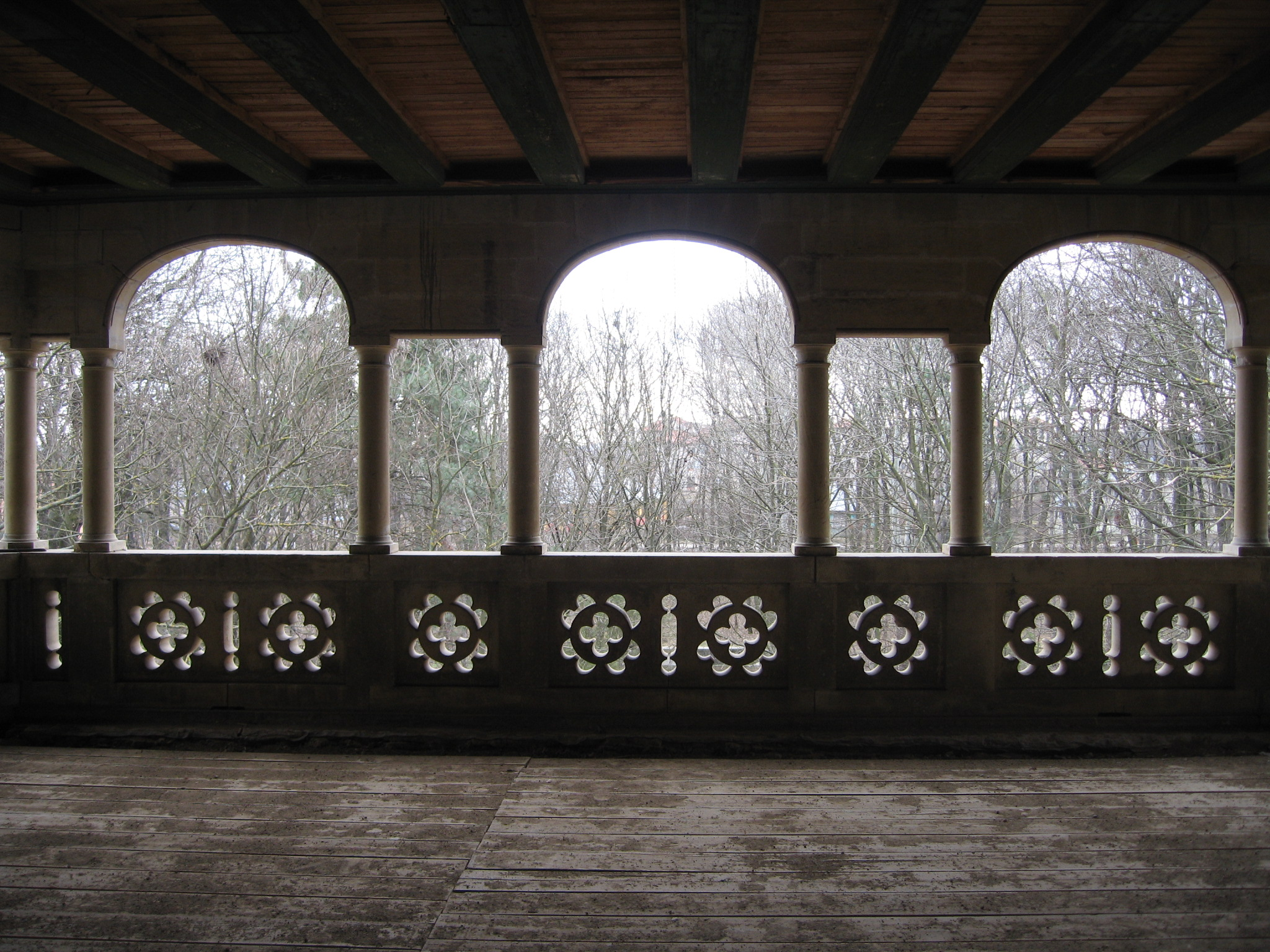
Terasa
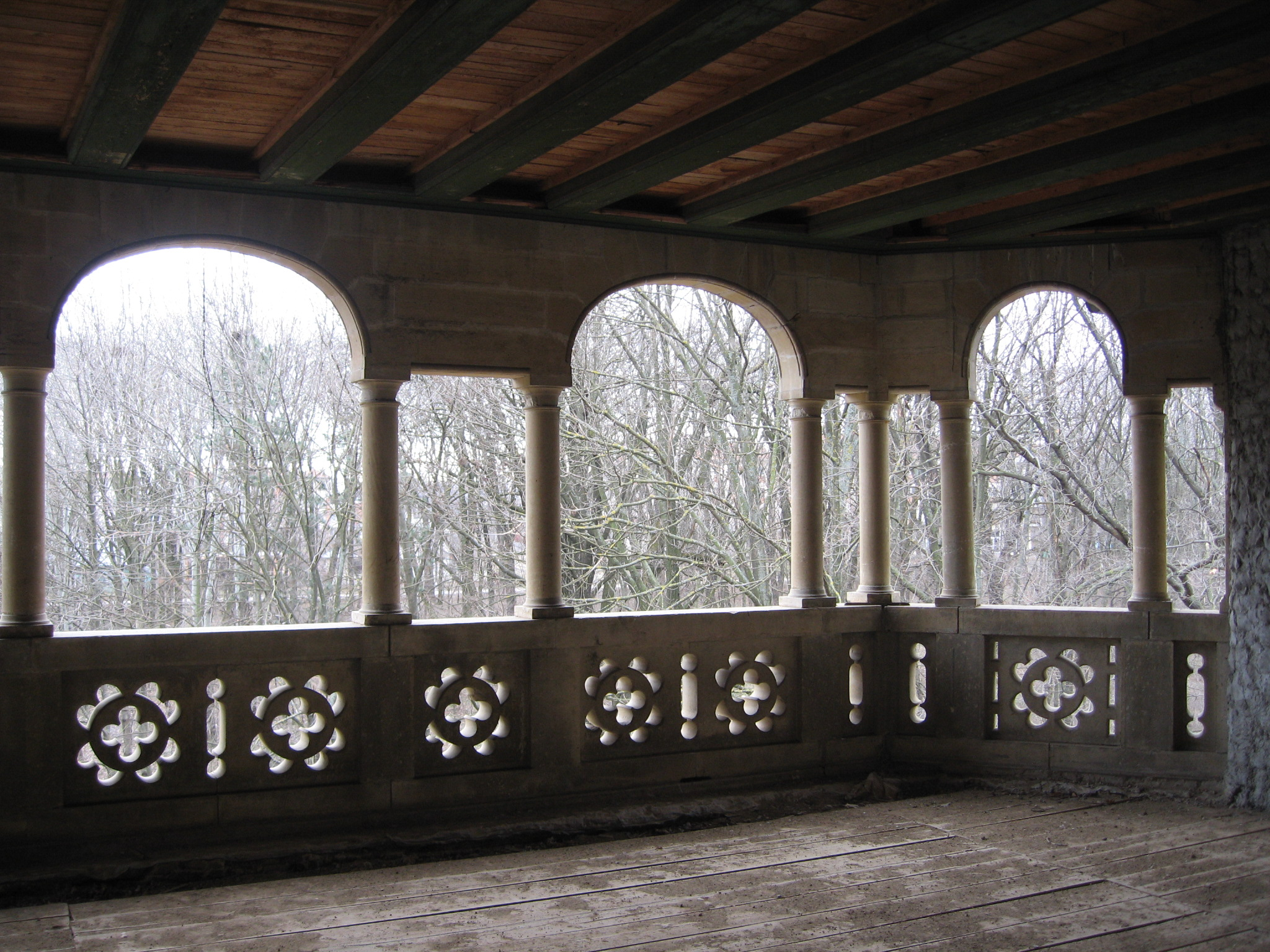
Terasa
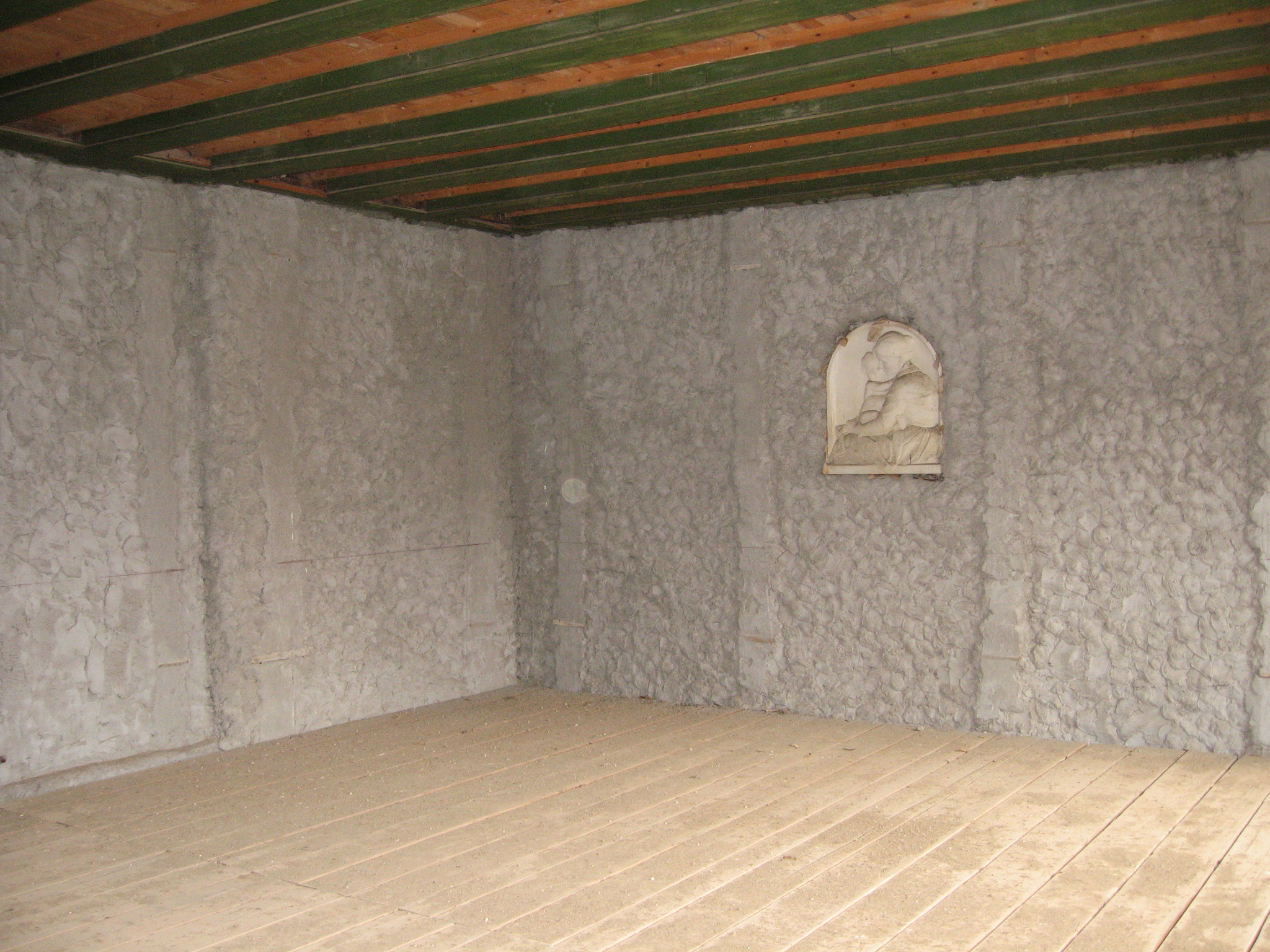
Medalion de marmură pe peretele unei încăperi
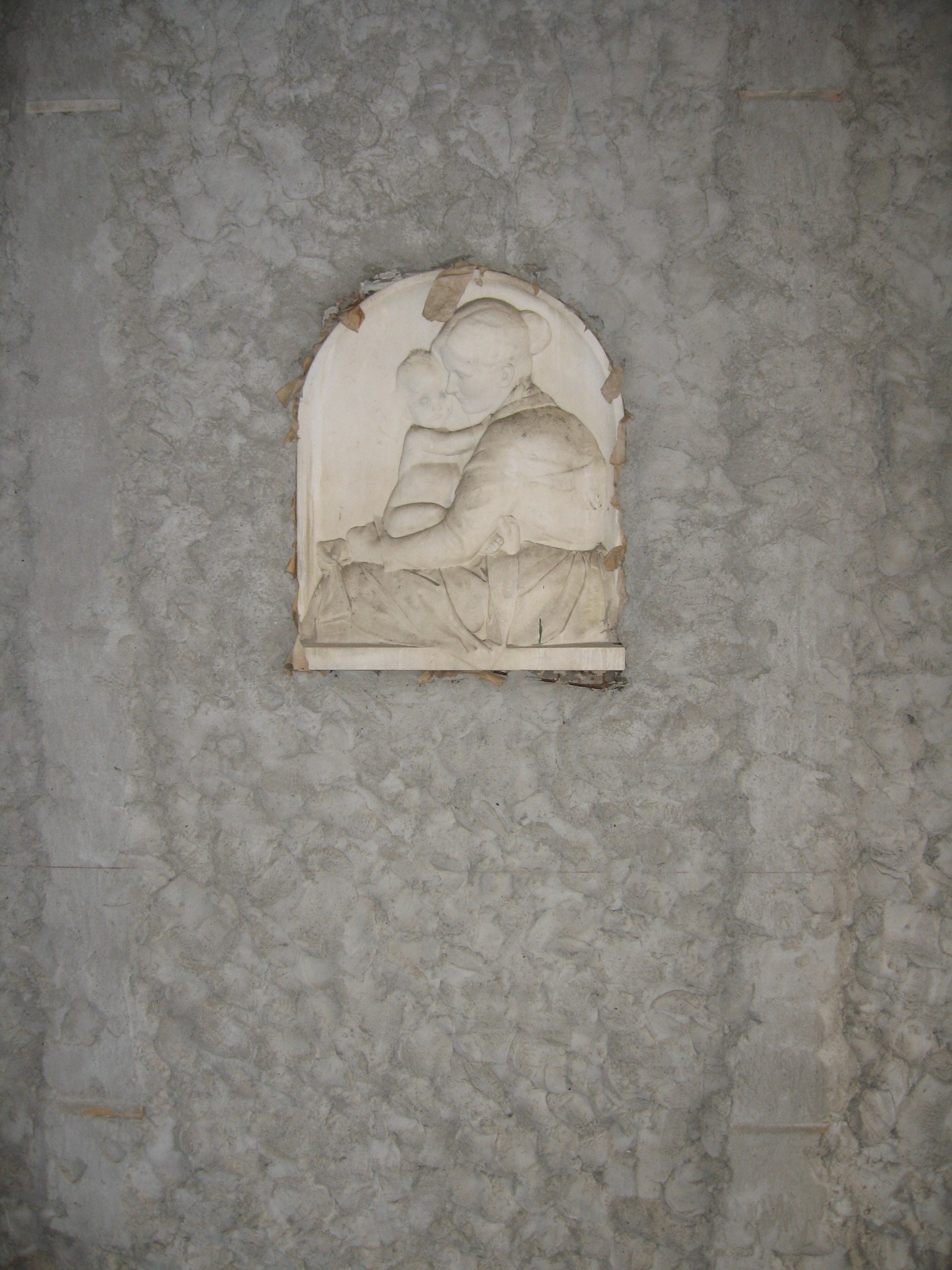
Medalion de marmură pe peretele unei încăperi
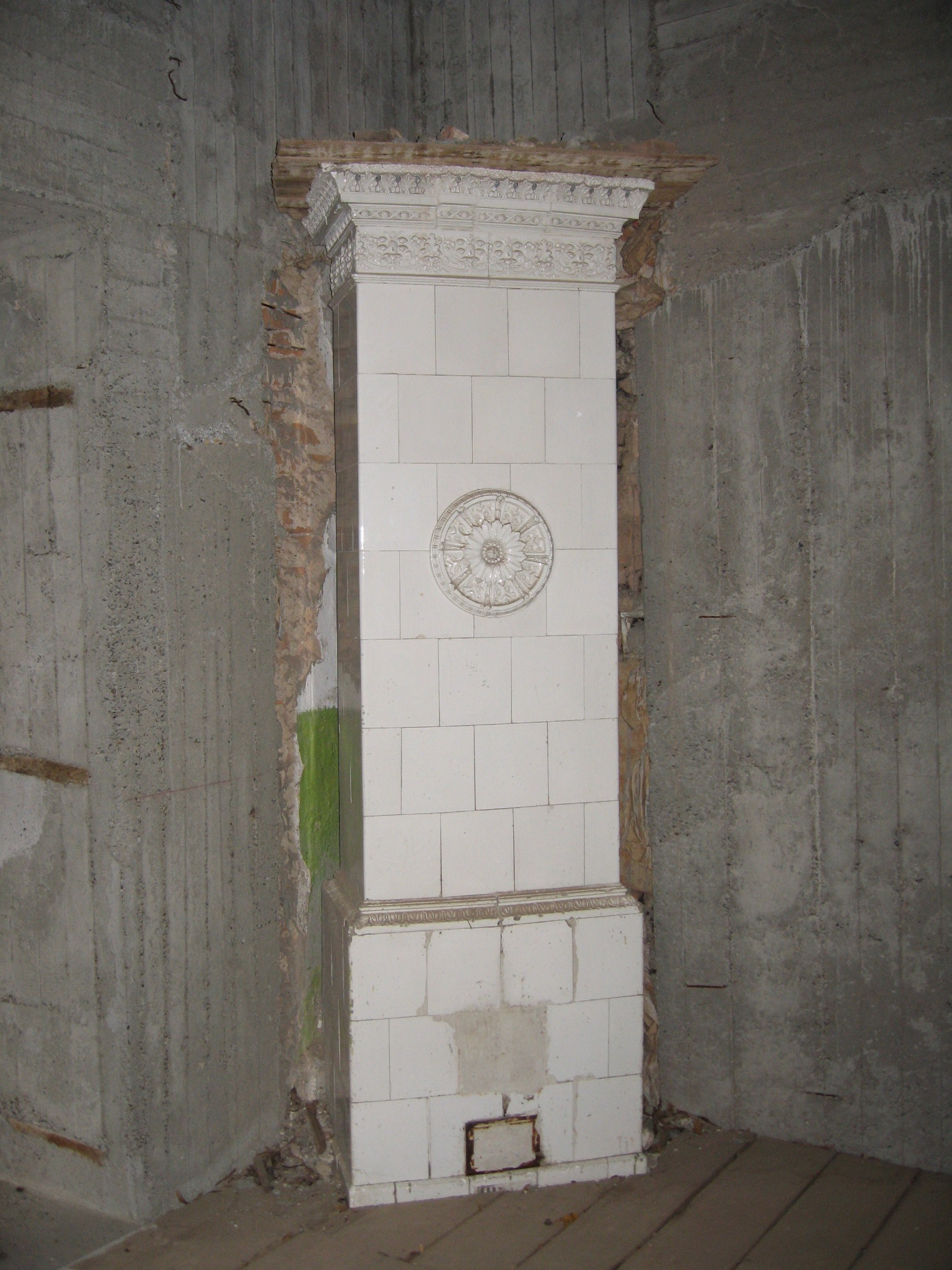
Sobă
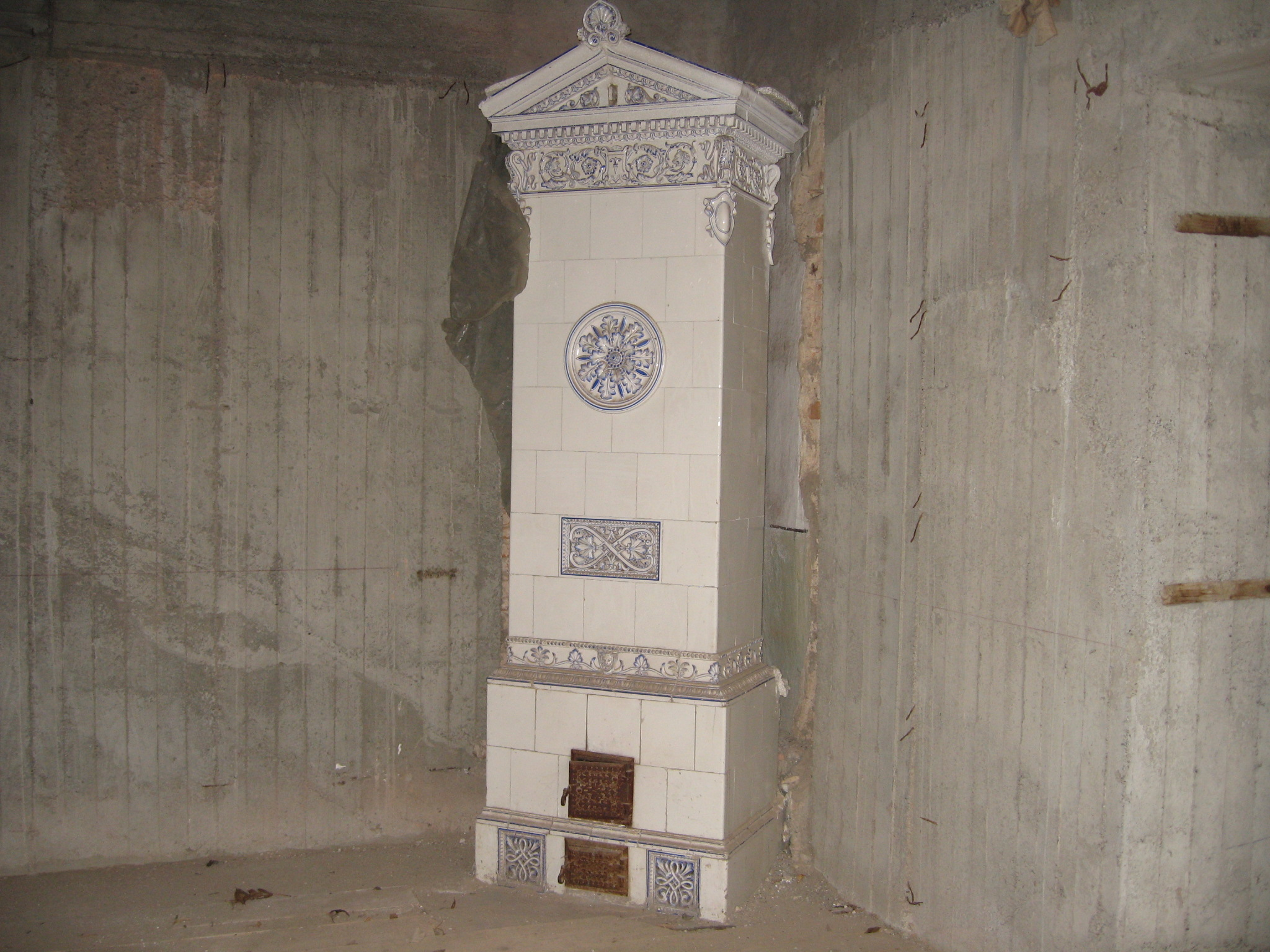
Sobă
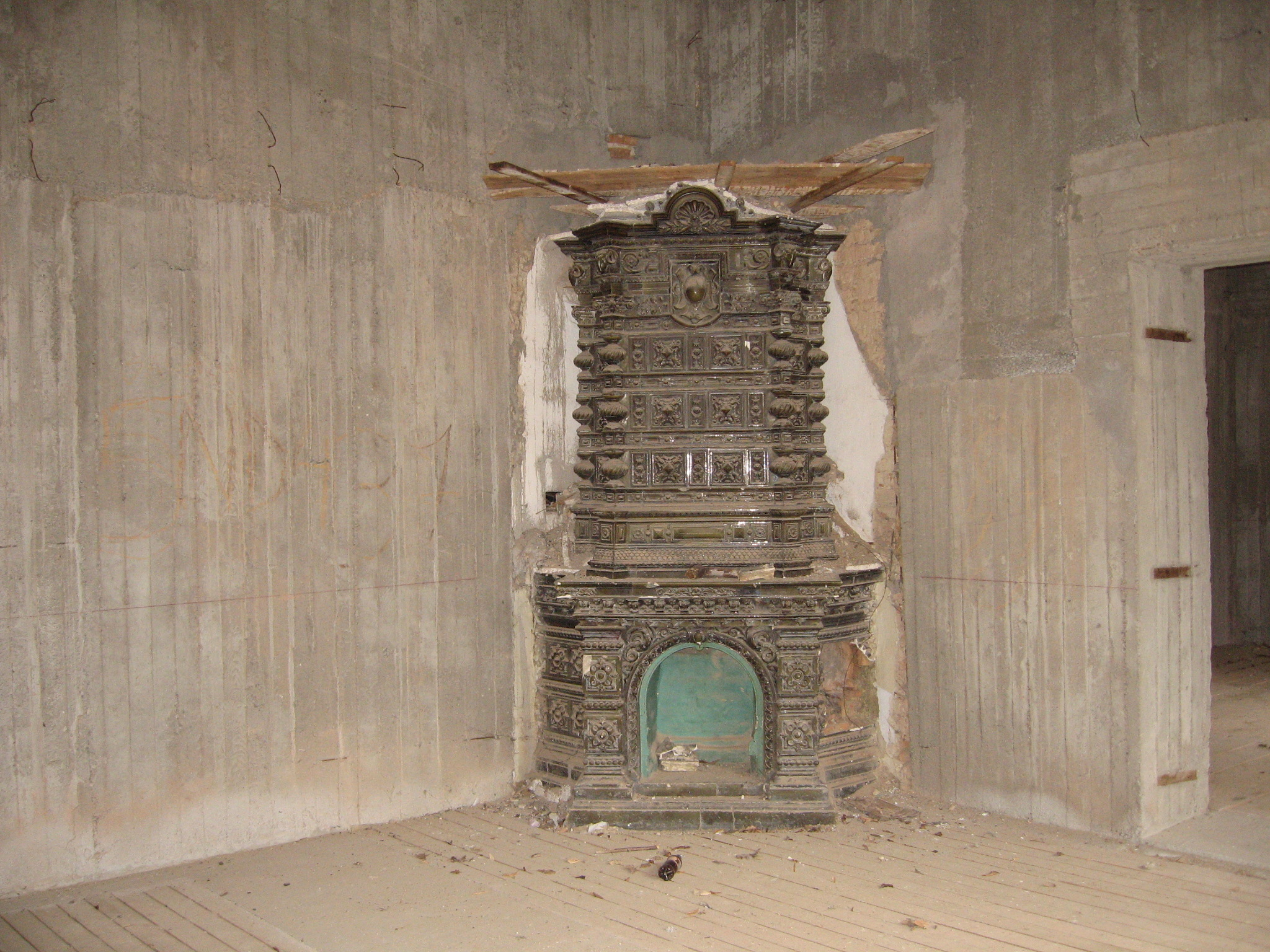
Sobă
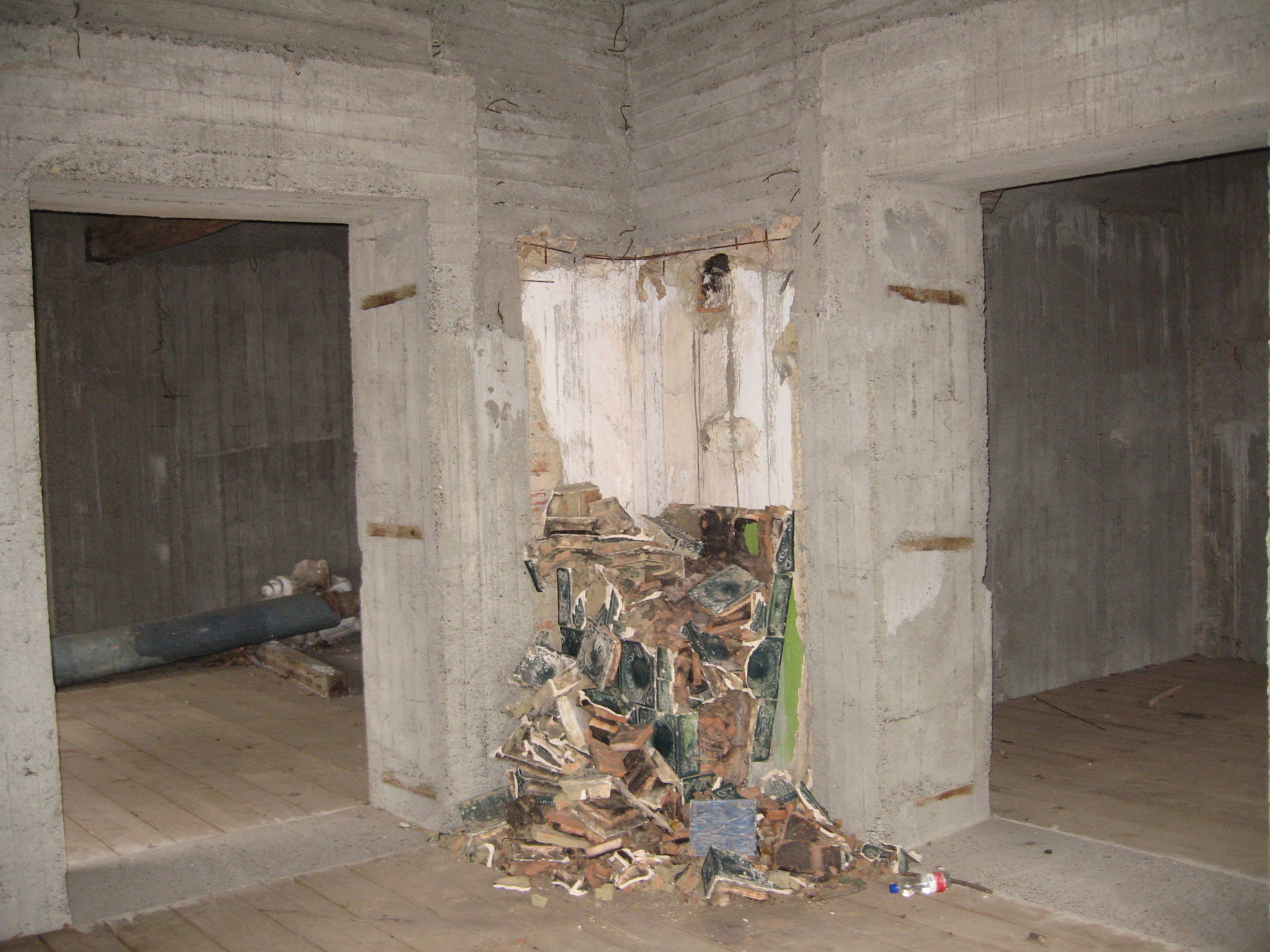
Sobă spartă
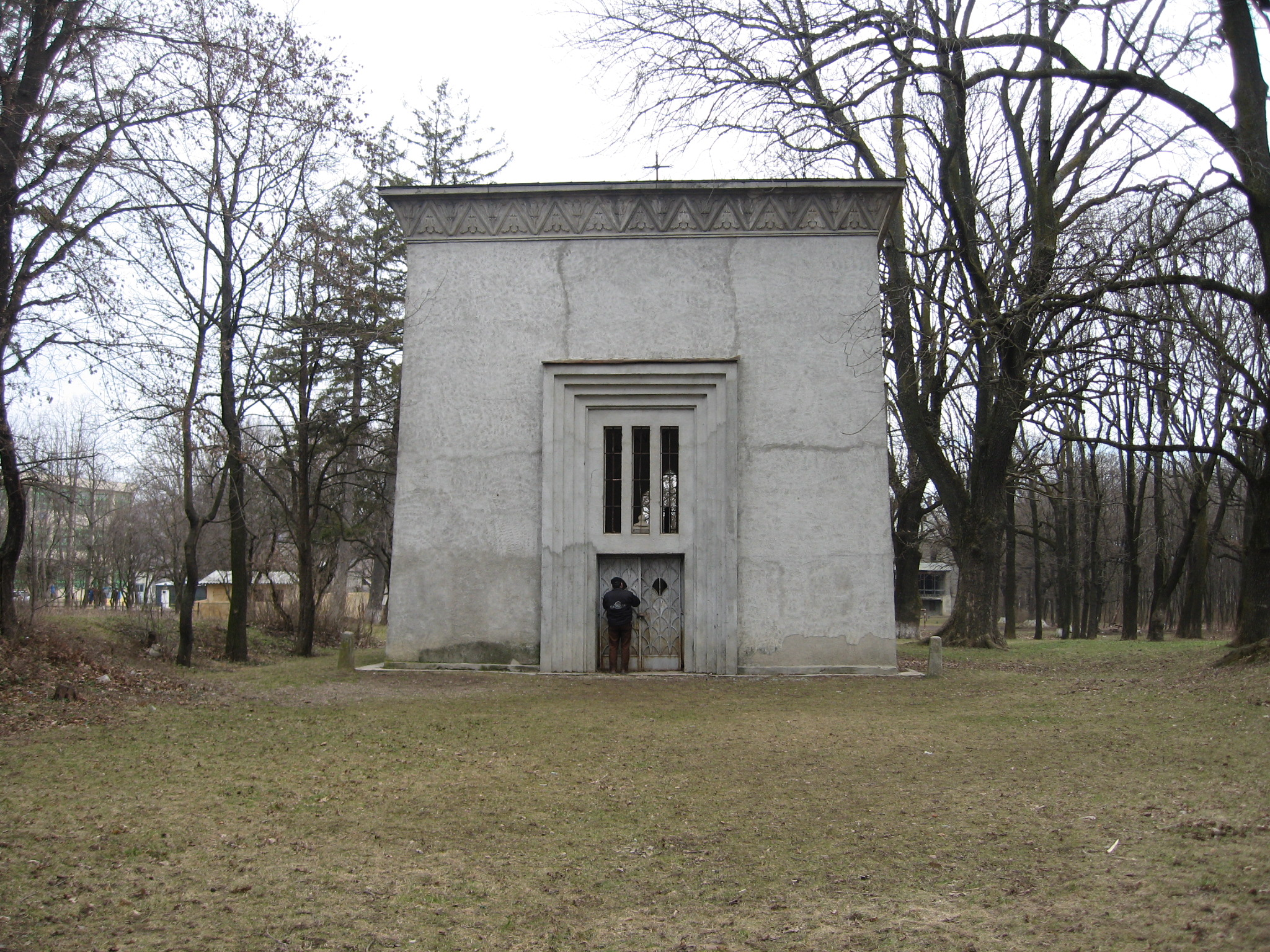
Mausoleul familiei Carp
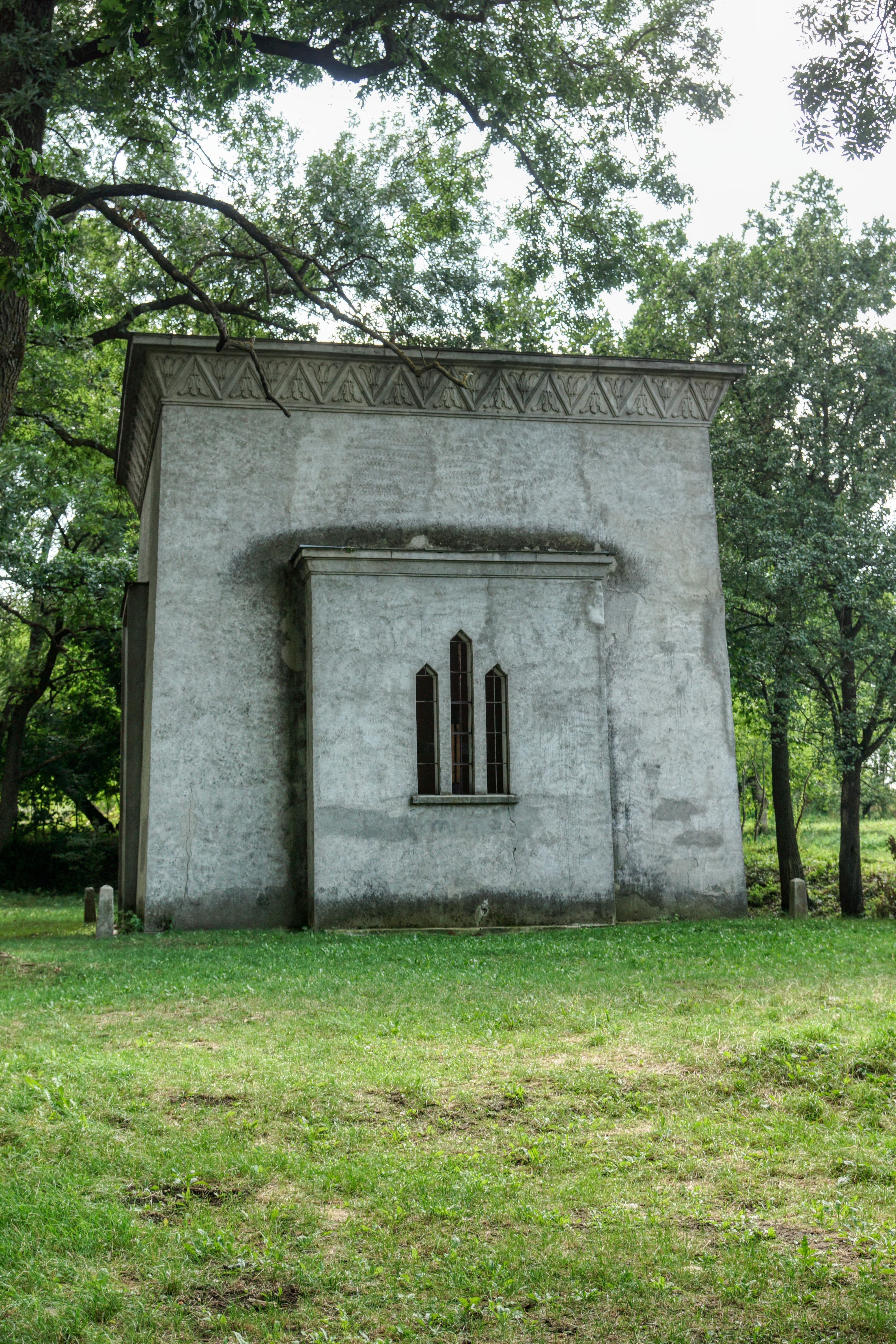
Mausoleul familiei Carp
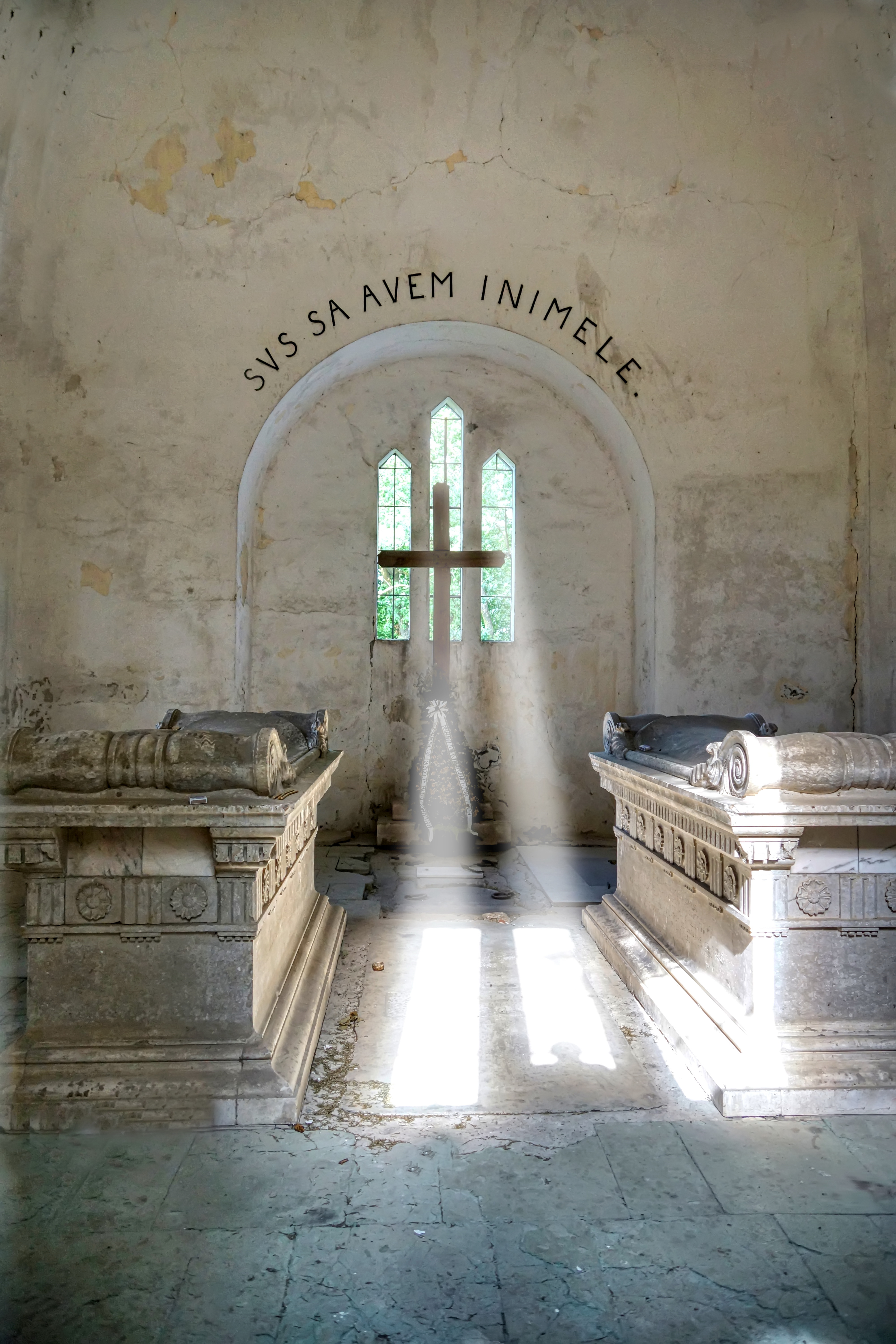
Mausoleul familiei Carp
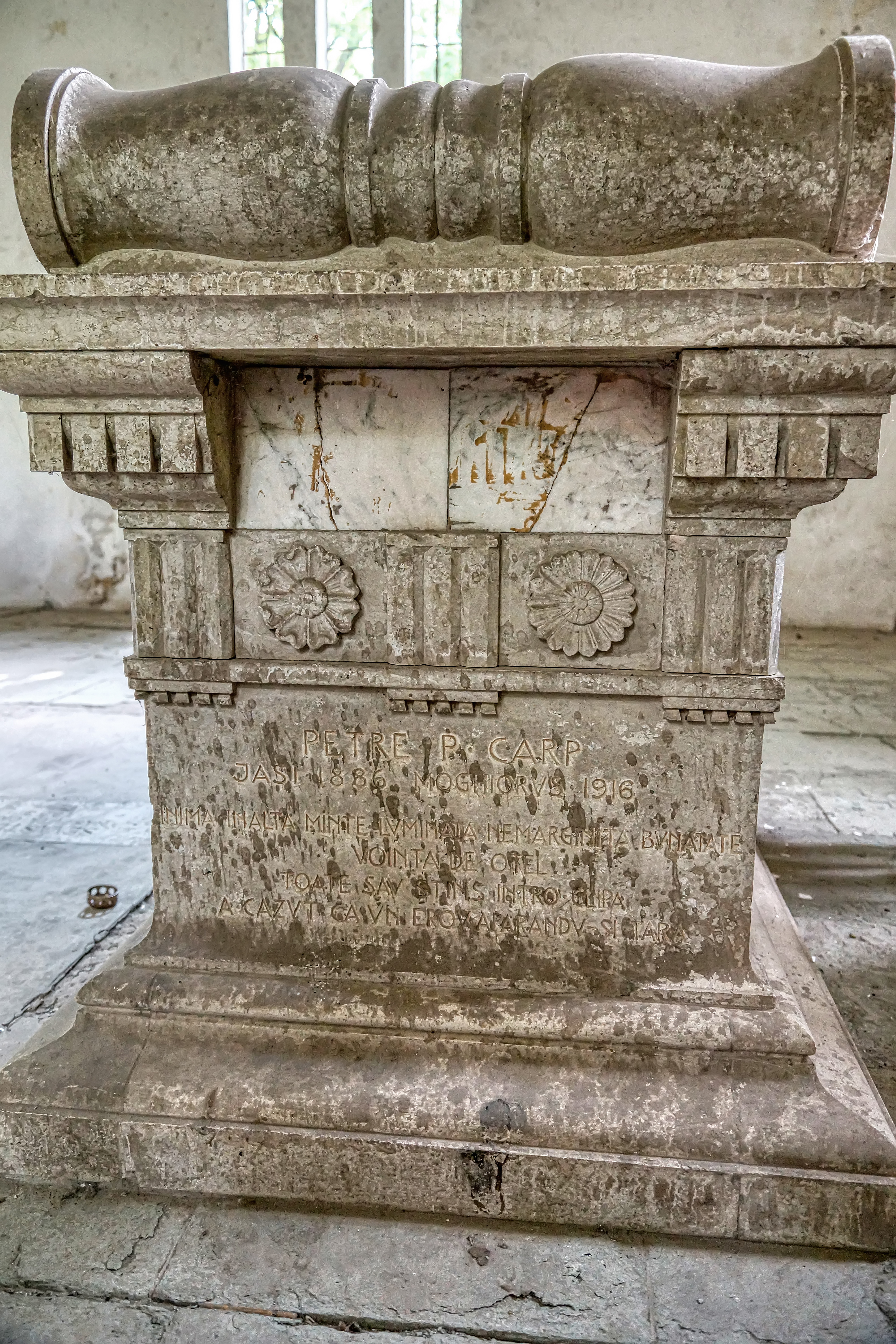
Mausoleul familiei Carp
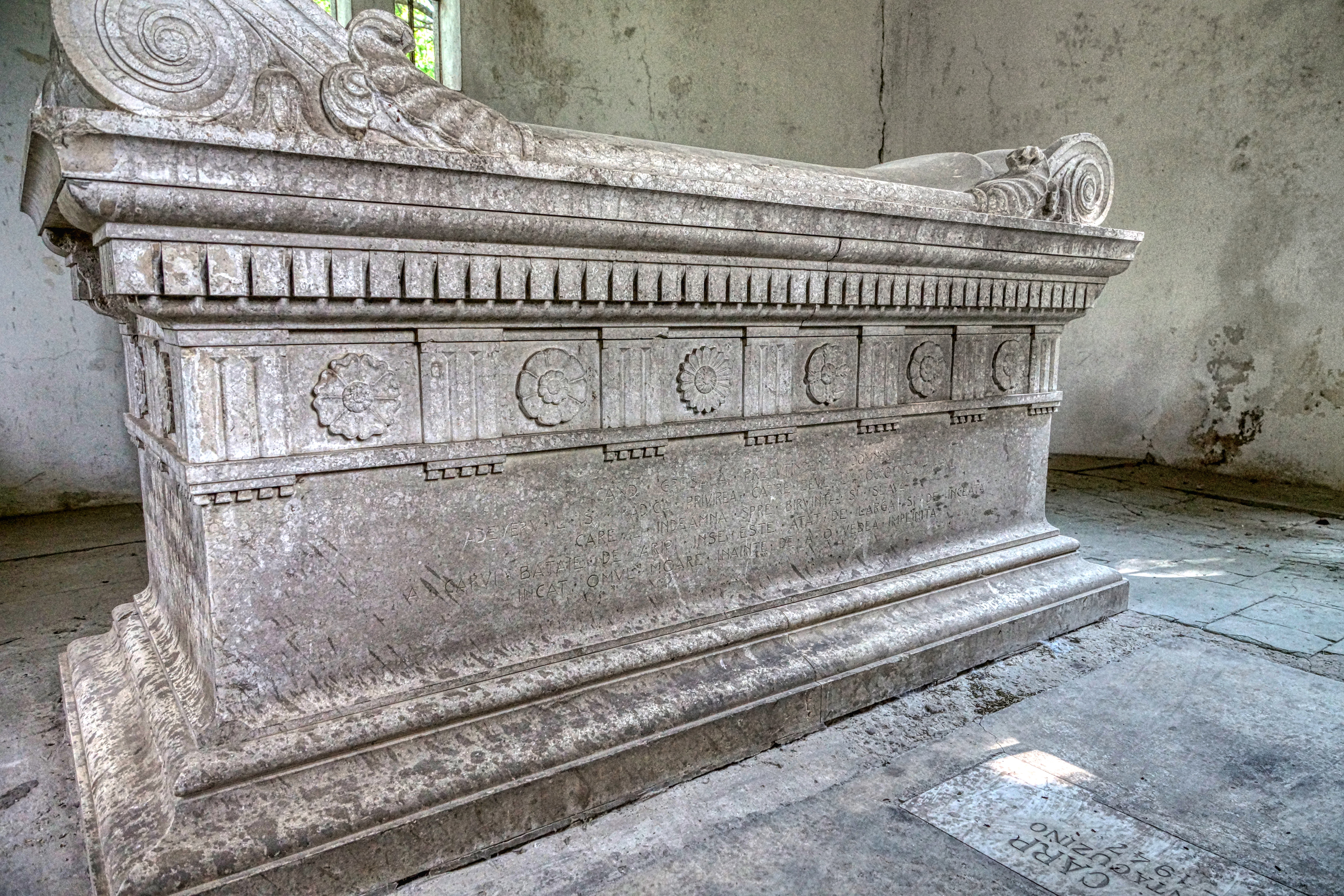
Mausoleul familiei Carp
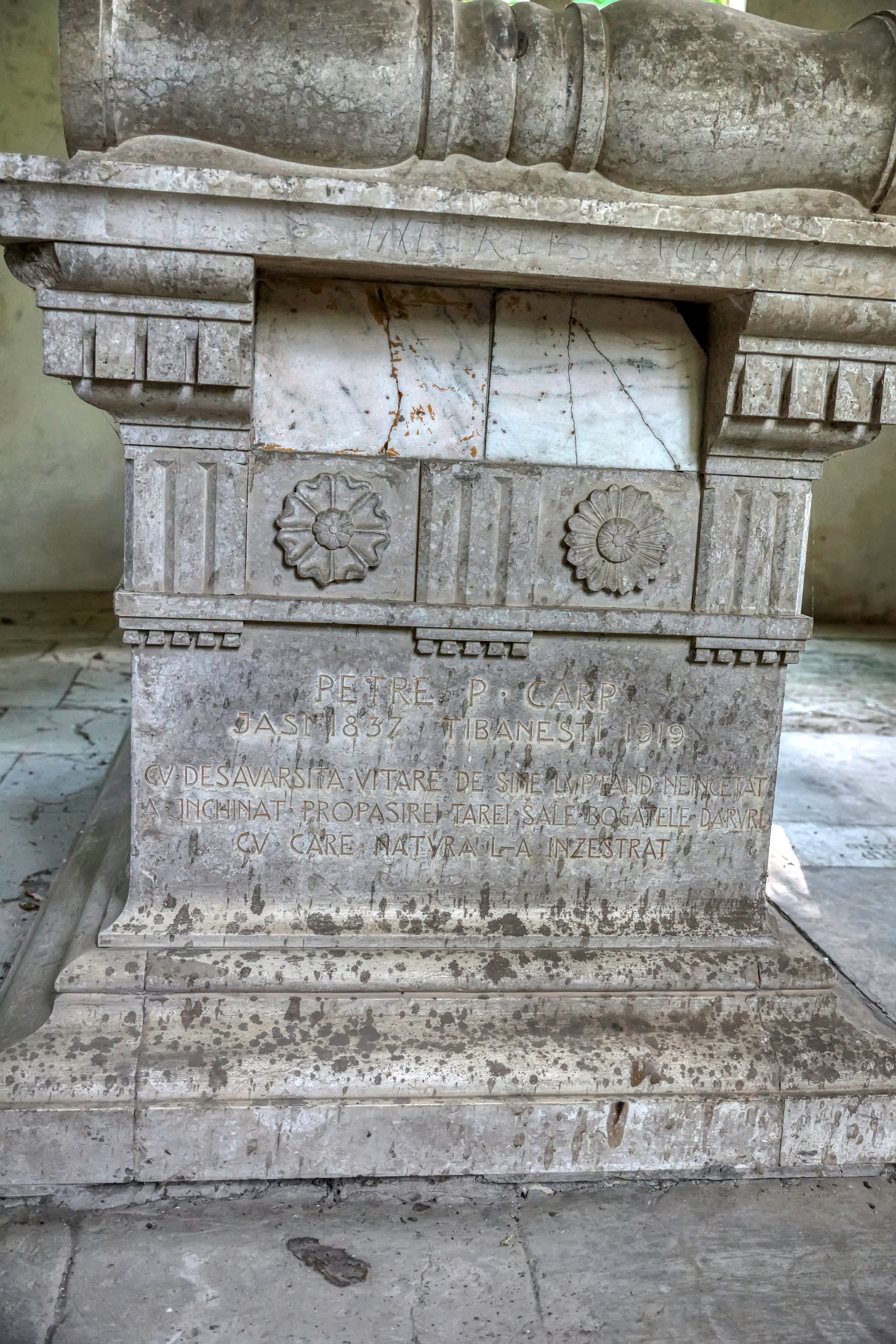
Mausoleul familiei Carp
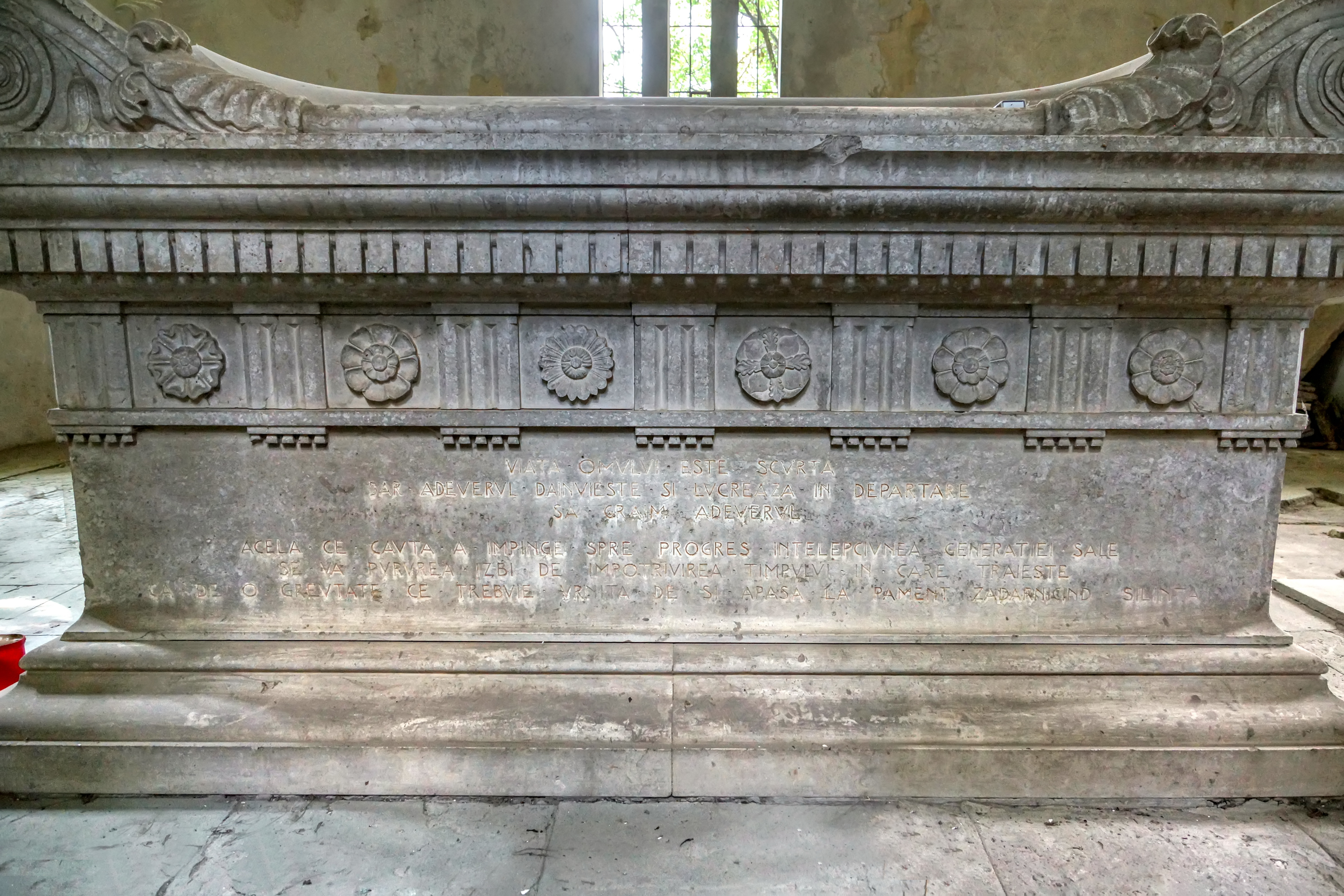
Mausoleul familiei Carp
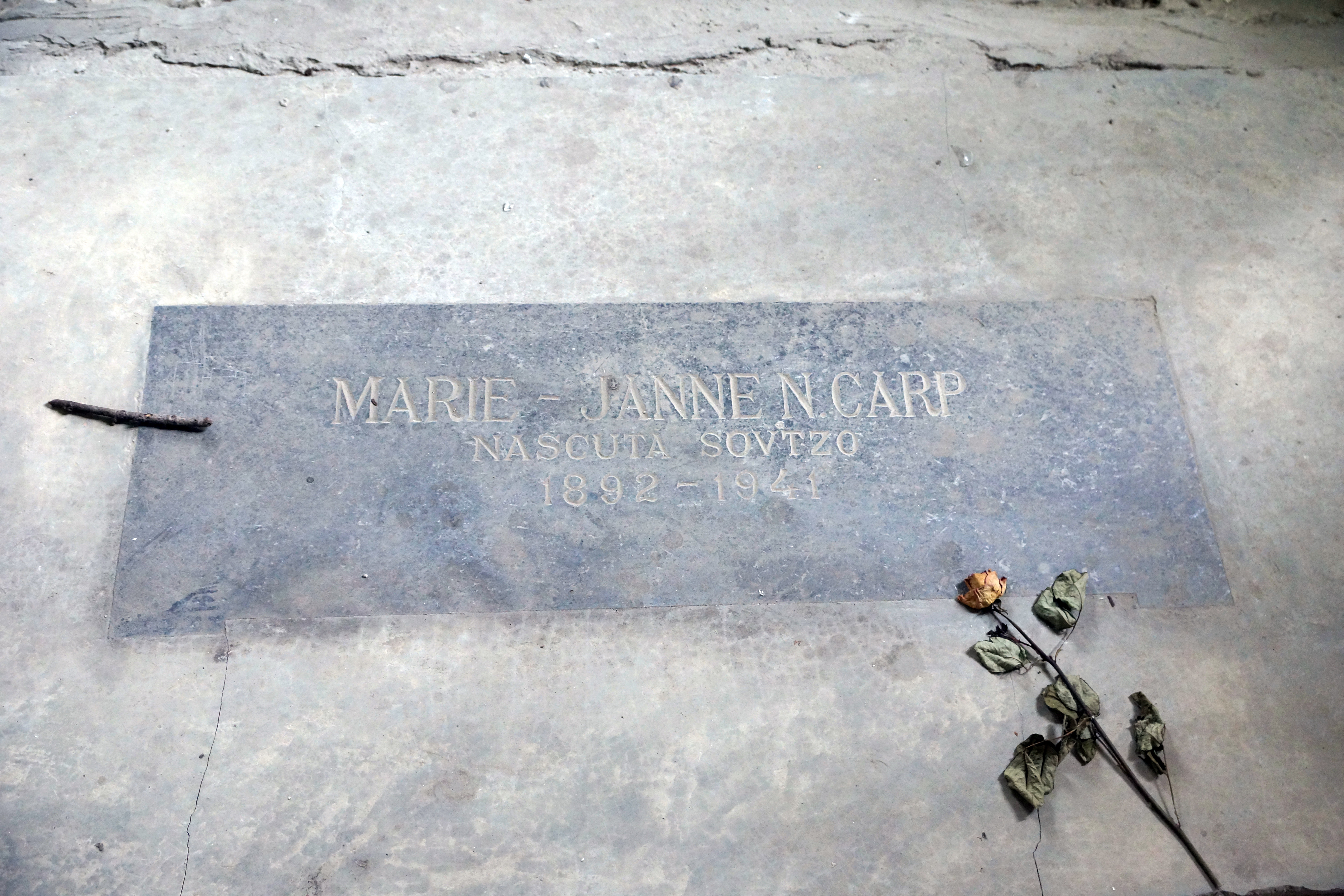
Mormântul lui Marie-Janne Carp (1892–1941)
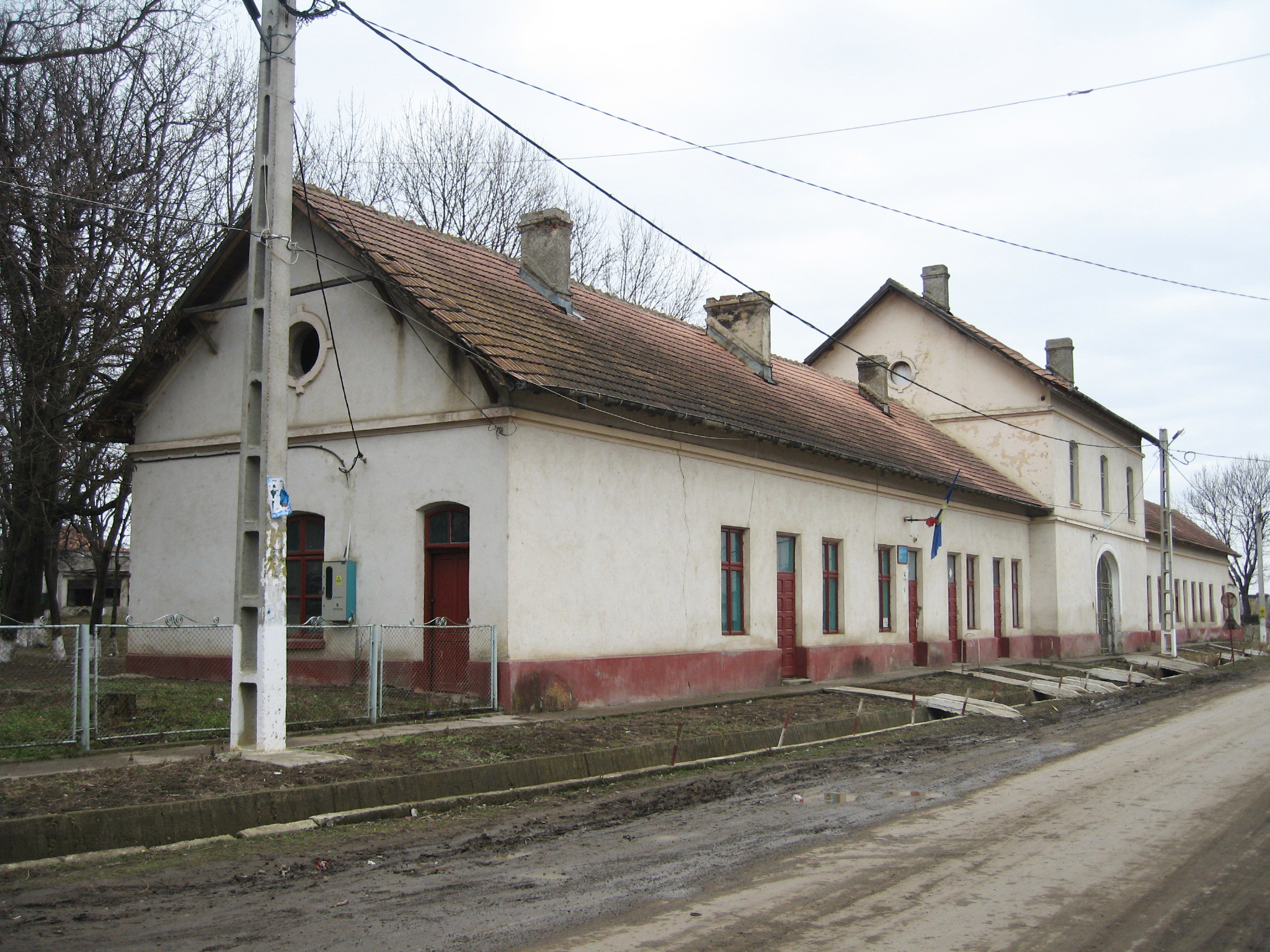
Clădire anexă